# Worobjowy Gory

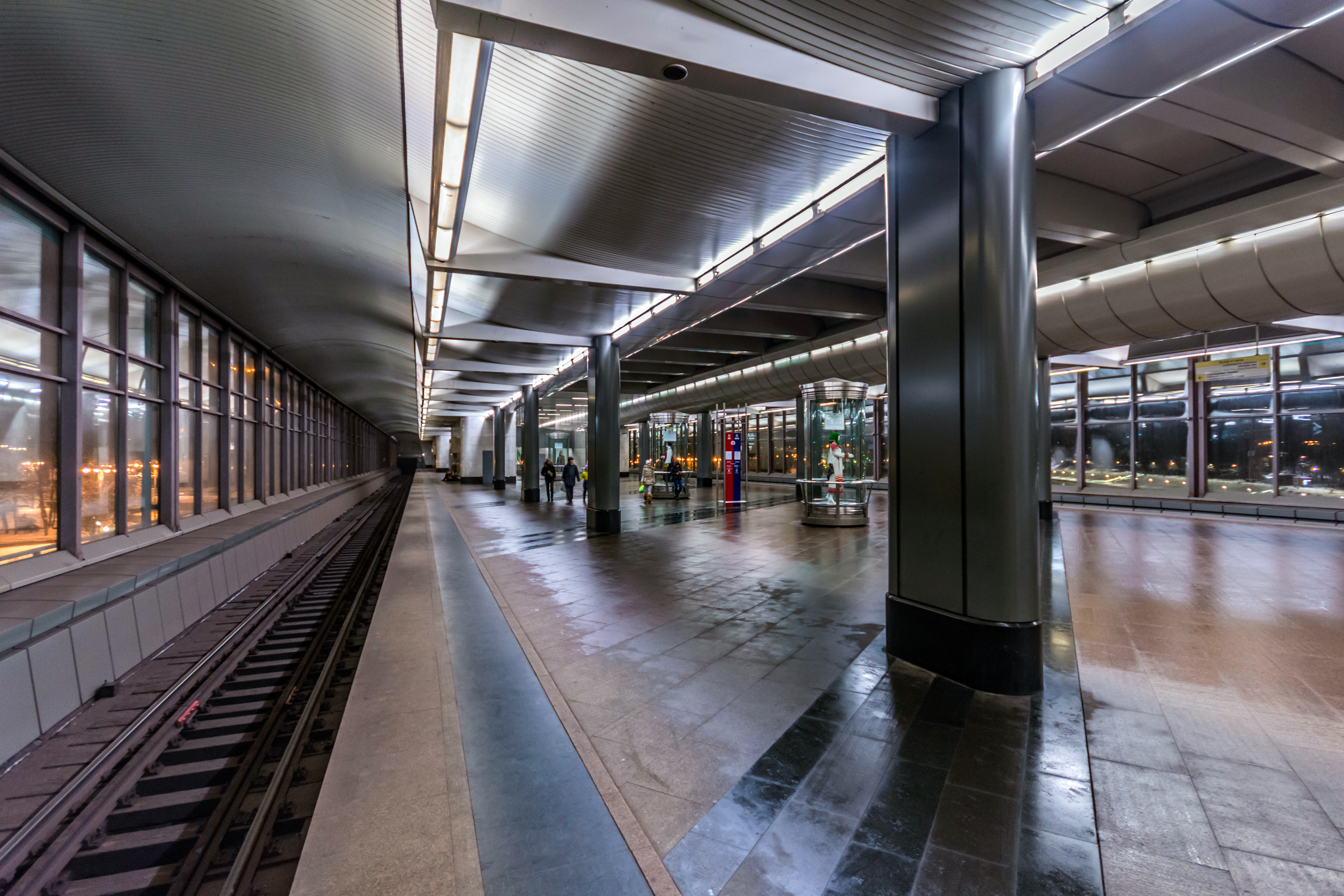
Worobjowy Gory

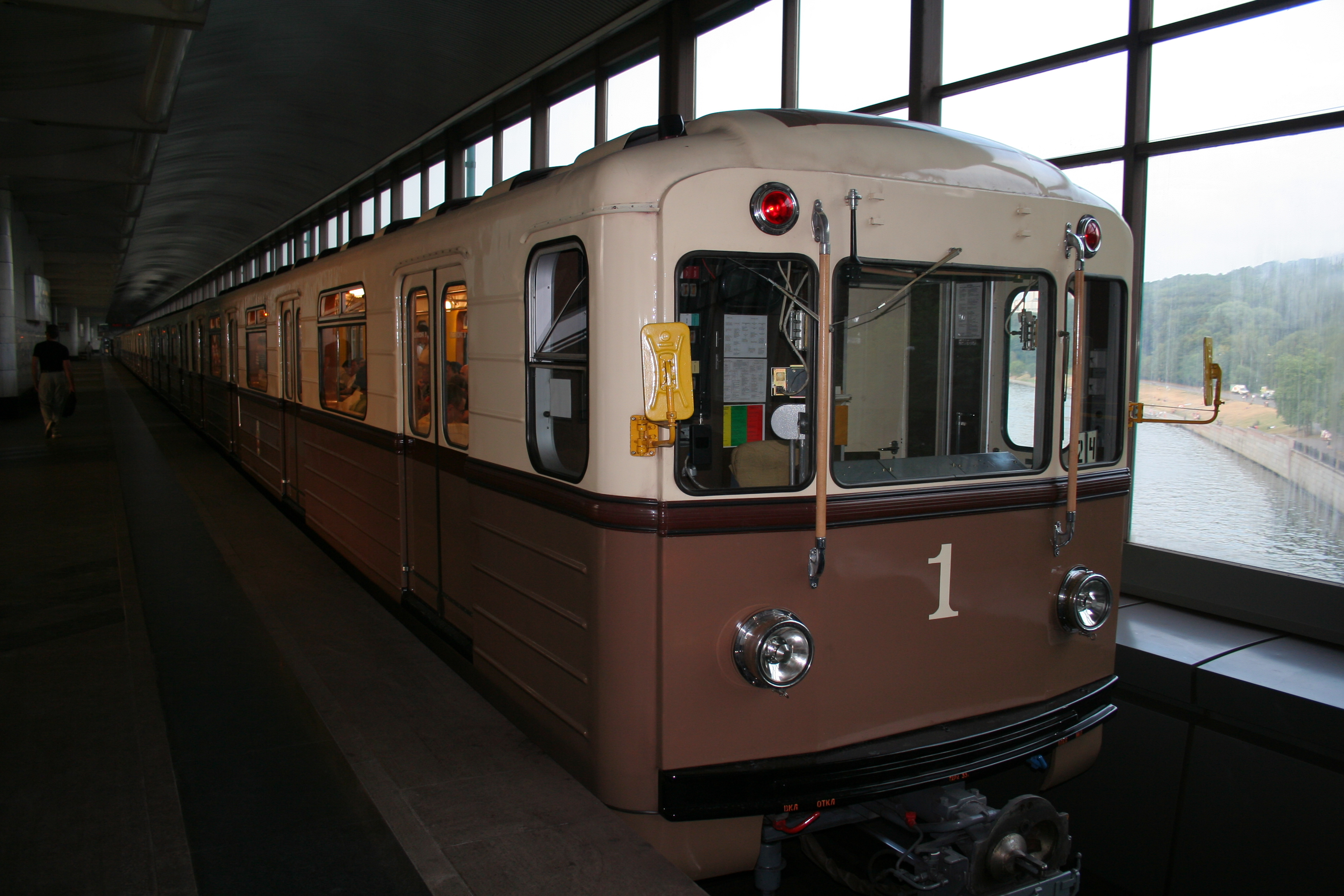
Retro-Zug in der Station Worobjowy Gory

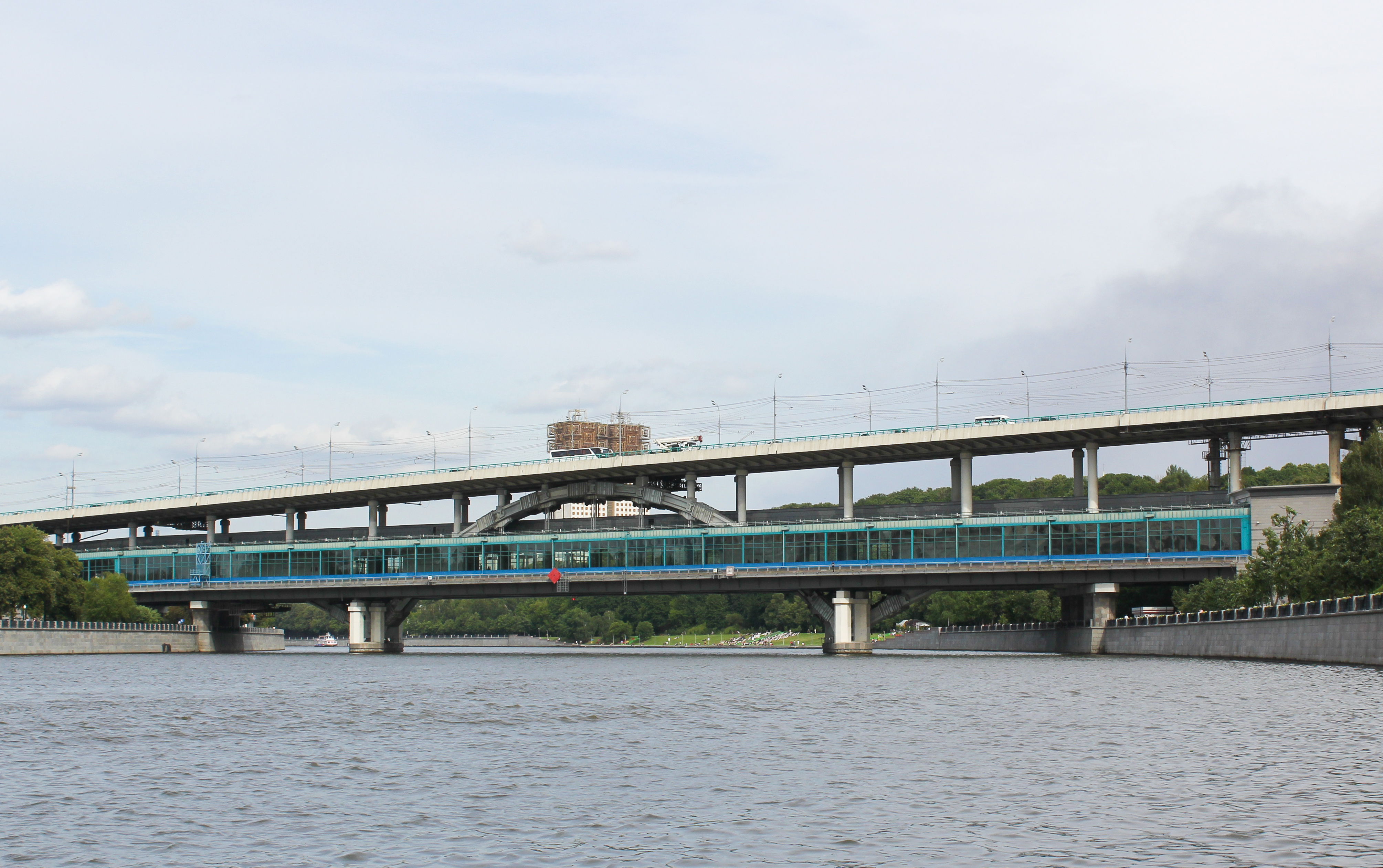
Außenansicht der Metrobrücke mit der Haltestelle

Worobjowy Gory (russisch Воробьёвы горы Ausspracheⓘ) ist eine Station der Metro Moskau an der Sokolnitscheskaja-Linie (auch „rote Linie“ genannt). Sie befindet sich in unmittelbarer Nähe der Sperlingsberge, von denen (auf Russisch Worobjowy Gory) sie auch ihren Namen hat.

## Allgemeines
Worobjowy Gory ist die einzige Station im Moskauer U-Bahnsystem, die sich direkt auf einer Brücke befindet. Die Station nimmt die gesamte untere Ebene einer zweistöckigen Brücke über den Moskwa-Fluss ein, deren obere Ebene dem Autoverkehr vorbehalten ist. Diese untere Ebene ist vollständig verglast, so dass die Station eine geschlossene Konstruktion aufweist, gleichwohl jedoch oberirdisch ist und mit Tageslicht beleuchtet wird.
Die Station Worobjowy Gory verfügt über zwei Ein- bzw. Ausgangsbereiche mit Schalterhallen an beiden Bahnsteigenden. Aufgrund der großen Entfernung zwischen den beiden Ausgängen, bedingt durch die Lage direkt über dem Fluss, beträgt die Gesamtlänge des Bahnsteigs 284 Meter, was auch für Moskauer Verhältnisse ungewöhnlich lang ist. Die beiden Ausgänge befinden sich auf zwei unterschiedlichen Flussseiten. Während der südliche Ausgang am Hang der Sperlingsberge liegt und in die dortigen Grünflächen sowie auf die Flusspromenade führt, erreicht man über den nördlichen Ausgang am gegenüberliegenden Ufer unter anderem das Olympiastadion Luschniki und angrenzende Sportanlagen. Da der südliche Ausgang weitaus weniger genutzt wird als der nördliche, ist er nur zwischen 7 und 22 Uhr offen. Zu jeder Uhrzeit besteht für Fußgänger jedoch die Möglichkeit, die Brücke über einen Seitensteg zu überqueren.
Bei Großveranstaltungen im Luschniki-Stadion wird die Station zeitweise für den Ein- bzw. Ausgang geschlossen, um eine Überlastung zu vermeiden.

## Geschichte
Ursprünglich wurde die Station am 12. Januar 1959 im Rahmen der südlichen Verlängerung der roten Linie von Sportiwnaja nach Uniwersitet in Betrieb genommen. Gleichzeitig wurde die neue zweistöckige Brücke über die Moskwa für den Autoverkehr eröffnet. Anfangs hieß die Station Leninskije Gory, wörtlich „Leninberge“, wie von 1935 bis Anfang der 1990er-Jahre der Name der Sperlingsberge lautete.
Da beim Bau der Brücke aus Kostengründen minderwertiges Material verwendet wurde, kam es bereits wenige Jahre nach ihrer Fertigstellung zum Verschleiß der Tragkonstruktionen. Anfang der 1980er-Jahre war der untere Teil der Brücke bereits so weit verfallen, dass die Station nicht weiter betrieben werden konnte und schließlich am 20. Oktober 1983 stillgelegt wurde. Da die komplette untere Ebene der Brücke abzureißen war, mussten an beiden Seiten notdürftig zwei Behelfsbrücken aufgestellt werden, damit die Züge die Strecke weiterhin passieren konnten, wenn auch ohne Halt. Der erforderliche komplette Neubau der Station wurde in den nächsten Jahren jedoch immer wieder hinausgezögert, nicht zuletzt aufgrund der kritischen finanziellen Lage der Moskauer Metro während des wirtschaftlichen Niedergangs der späten 1980er und der 1990er Jahre in Russland. So kam es, dass der Neubau der Metrobrücke erst ab 1999 ernsthaft in Angriff genommen wurde.
Am 14. Dezember 2002 öffnete schließlich die neu erbaute Station, nunmehr unter dem Namen „Worobjowy Gory“ – „Sperlingsberge“. An die alte Station erinnern heute lediglich die noch vorhandenen Reste der ehemaligen Rolltreppenhalle am Berghang. Der neue Südausgang wurde etwas abseits hiervon errichtet; sämtliche Eingangsbauten und Bahnsteiganlagen sowie angrenzende Tunnelabschnitte wurden ebenfalls komplett neu erbaut.